# Favignana
Favignana (italsky Isola di Favignana, v místním nářečí Faugnana) je ostrov v souostroví Egadských ostrovů, které leží západně od ostrova Sicílie. Ostrov má rozlohu 19,8 km² a je největší v souostroví. Nejvyššími kótami jsou Monte Santa Caterina s nadmořskou výškou 314 m a pahorek o nadmořské výšce 252 m. U pobřeží leží neobydlené ostrůvky Preveto, Galera a Galeotta.

## Osídlení
Na ostrově se nachází stejnojmenná vesnice, která administrativně patří do provincie Trapani. Je sídlem comune, zahrnující celé souostroví.

## Historie
Původními majiteli ostrova byli Féničané, po bitvě u Aegatských ostrovů se stal římskou državou a nesl název Aegusa (Kozí ostrov). Současný název pochází z výrazu favonio, který označuje teplý proud větru od západu. Ostrov bývá také nazýván farfalla sul mare (mořský motýl) podle svého tvaru.
Počátkem středověku byl ostrov základnou Arabů, roku 1081 ho obsadil normanský vojevůdce Roger I. Sicilský, který nechal postavit pevnost Castello di San Giacomo. Za nadvlády Bourbonů sloužila Favignana jako místo vyhnanství pro politicky nepohodlné osoby, byl zde vězněn např. bojovník za sjednocení Itálie Giovanni Nicotera.

## Přírodní poměry
Ostrov je součástí chráněné oblasti, vyhlášené roku 1991. Povrch je členitý, s četnými jeskyněmi, na pobřeží se nacházejí písečné pláže. Vegetaci tvoří makchie, typickými dřevinami jsou rohovník, olivovník evropský a škumpa koželužská. Vyskytuje se zde vzácný druh ropuchy Bufotes siculus.

## Ekonomika
Tradičními způsoby obživy jsou těžba sopečného tufu nebo lov a zpracování tuňáků (navzdory kritice ochránců zvířat se dosud používá starobylá metoda odchytu do velkých sítí s následným harpunováním zvaná mattanza). Rozvíjí se turistický ruch: ostrov nabízí příznivé podmínky pro koupání i cyklistiku, nachází se zde také množství architektonických památek, v letní sezoně přijíždí až 30 000 návštěvníků. Dopravu na 7 km vzdálené sicilské pobřeží zajišťují křídlové čluny. Místní lokality také často využívají filmaři.